# Embelia tropophylla
Embelia tropophylla är en viveväxtart som beskrevs av Joseph Marie Henry Alfred Perrier de la Bâthie. Embelia tropophylla ingår i släktet Embelia och familjen viveväxter. Inga underarter finns listade i Catalogue of Life.